# Eusaproecius
Eusaproecius é um género de Scarabaeidae ou escaravelhos na superfamília Scarabaeoidea.